# I Bet You Look Good on the Dancefloor
"I Bet You Look Good on the Dancefloor" là một bài hát của ban nhạc indie rock Anh Arctic Monkeys. Bài hát đã được phát hành thông qua Domino Records như đĩa đơn đầu tiên của ban nhạc từ album phòng thu đầu tay Whatever People Say I Am, That's What I'm Not  của họ (2006). Nó đứng vị trí số một trên UK Singles Chart vào ngày 23 tháng 10 năm 2005, và vẫn là một trong những bài hát nổi tiếng nhất của ban nhạc.
Arctic Monkeys biểu diễn ca khúc tại lễ khai mạc của Thế vận hội Mùa hè 2012. Bài hát được xếp ở vị trí thứ 7 trên danh sách 500 bài hát vĩ đại nhất của mọi thời đại của NME.

## Video âm nhạc
Video ghi âm trực tiếp ban nhạc chơi trong một phòng thu với một lượng khán giả nhỏ xem với cả video và âm thanh được thực hiện trực tiếp. Video được quay bằng máy ảnh truyền hình từ những năm 1970 để cho nó một hiệu ứng xưa hơn. Ban nhạc Mỹ The Strokes trước đó đã thực hiện một video âm nhạc tương tự cho đĩa đơn " Last Nite "; Arctic Monkeys được biết đến là hâm mộ The Strokes.

## Danh sách bài hát
Tất cả lời bài hát được viết bởi Alex Turner; tất cả nhạc phẩm được soạn bởi Arctic Monkeys.
| CD, 10" | CD, 10"                                       | CD, 10"    |
| STT     | Nhan đề                                       | Thời lượng |
| ------- | --------------------------------------------- | ---------- |
| 1.      | "I Bet You Look Good on the Dancefloor"       | 2:54       |
| 2.      | "Bigger Boys and Stolen Sweethearts"          | 2:59       |
| 3.      | "Chun-Li's Spinning Bird Kick" (instrumental) | 4:40       |

| 7"  | 7"                                      | 7"         |
| STT | Nhan đề                                 | Thời lượng |
| --- | --------------------------------------- | ---------- |
| 1.  | "I Bet You Look Good on the Dancefloor" | 2:54       |
| 2.  | "Bigger Boys and Stolen Sweethearts"    | 2:59       |

## Bảng xếp hạng
| BXH (2005)                                    | Vị trí cao nhất |
| --------------------------------------------- | --------------- |
| UK Indie Chart                                | 1               |
| UK Singles Chart                              | 1               |
| Australian Singles Chart                      | 18              |
| US Modern Rock Tracks (Billboard)             | 7               |
| US Bubbling Under Hot 100 Singles (Billboard) | 17              |
| Irish Singles Chart                           | 12              |
| Danish Singles Chart                          | 15              |
| French Singles Chart                          | 100             |
| Netherlands Singles Chart                     | 99              |
| New Zealand Singles Chart                     | 14              |

## Lịch sử phát hành
| Nước    | Ngày                 |
| ------- | -------------------- |
| Anh     | 17 tháng 10 năm 2005 |
| Châu Âu | 21 tháng 10 năm 2005 |
| Mỹ      | 14 tháng 3 năm 2006  |